# Chițcani (rejon Căușeni)

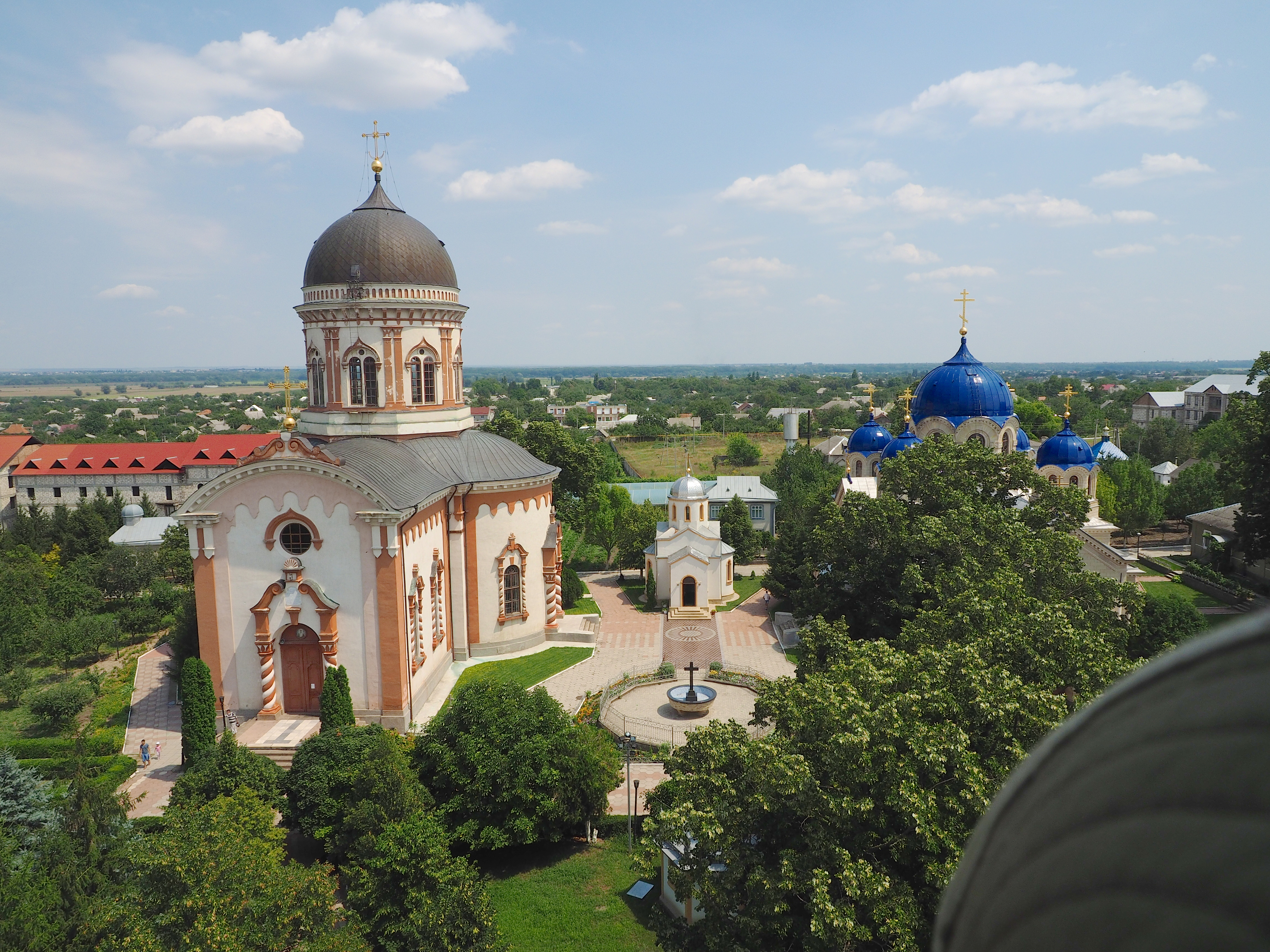
Monaster Nowy Neamt

Chițcani (ros. Кицканы, Kickany) – wieś w Mołdawii, położona w rejonie Căușeni, faktycznie na terenie kontrolowanym przez władze Naddniestrza, w rejonie Slobozia.

## Położenie
Chiţcani położone są na wysokim prawym brzegu Dniestru, między dolinami Dniestru i Botny, w odległości sześciu kilometrów od Tyraspola.  

## Historia
Chiţcani pierwszy raz wspomniane są w dokumentach z 1527, jednak uważa się, że wieś powstała dużo wcześniej, w 1368, a badania archeologiczne w okolicach wsi pozwalają domniemywać, że ludzie żyli w tym miejscu jeszcze wcześniej. W XVII–XVIII w. liczba mieszkańców wsi poważnie się wahała, gdyż na Chiţcani napadali Tatarzy, miejscowi chłopi uciekali na Sicz Zaporoską, Podole i do Galicji. Ludzie z Chiţcani byli również kierowani do pracy przy budowie i remontach twierdzy benderskiej oraz lokalnych dróg. W połowie XVIII w. Chiţcani zamieszkiwało 150-200 osób.
W 1812, po przyłączeniu Besarabii do Imperium Rosyjskiego, wieś znalazła się w granicach ujezdu benderskiego guberni besarabskiej.
W 1859 w miejscowości powstał prawosławny męski monaster Wniebowstąpienia Pańskiego Nowy Neamț. Został on założony przez mnichów z klasztoru Neamț w Mołdawii, którzy opuścili macierzystą wspólnotę po konflikcie ze świeckimi władzami Rumunii, które nakazały wprowadzić do nabożeństw język rumuński w miejsce cerkiewnosłowiańskiego oraz dokonały sekularyzacji dóbr cerkiewnych. W 1861 władze rosyjskie nadały klasztorowi 1859 dziesięcin lasu, zaś rok później przekazały całą liczącą 272 rodzin wieś, dotąd stanowiącą własność państwową, we władanie monasteru. Początkowo mnisi żyli przy starszej, wzniesionej w 1834 cerkwi św. Mikołaja, następnie kompleks monasterski został rozbudowany o trzy kolejne świątynie, a w przededniu I wojny światowej o 67-metrową dzwonnicę.
W kwietniu 1944 toczyły się walki niemiecko-radzieckie o kontrolę nad przyczółkiem chiţcańskim, z którego następnie w sierpniu 1944 rozpoczęło się natarcie jednostek 3 Frontu Ukraińskiego, dowodzonych przez gen. Fiodora Tołbuchina, w ramach operacji jasko-kiszyniowskiej.
Po II wojnie światowej w Chițcani funkcjonował kołchoz "Krasnyj sadowod" zajmujący się ogrodnictwem, sadownictwem, uprawą winorości, hodowlą ryb i pszczelarstwem. Od lat 60. XX wieku do lat 80 XX w., przede wszystkim z funduszy kołchozu, we wsi zorganizowano szkołę ośmioklasową i 2 szkoły średnie, 4 przedszkola, studium muzyczne, szpital i aptekę, scenę i teatr letni, 2 biblioteki, park kultury i wypoczynku, dom kultury, klub szachowy. Po wybudowaniu mostu na Dniestrze z centrum Tyraspola miejscowość została skomunikowana z tym miastem oraz ze Slobozią. W 1972 w odległości 3 km od centrum miejscowości wzniesiono pomnik upamiętniający operację jasko-kiszyniowską, a także pomnik na zbiorowym grobie żołnierzy radzieckich oraz pomnik Włodzimierza Lenina. Wcześniej, w 1962, władze radzieckie zamknęły monaster Nowy Neamț. W jego zabudowaniach powstały szpital gruźliczy, magazyny oraz, na dzwonnicy, muzeum operacji jasko-kiszyniowskiej. Klasztor został restytuowany w 1989.
W latach 90. XX wieku kołchoz został zlikwidowany, na jego miejscu powstały mniejsze kooperatywy. Mieszkańcy wsi pracują w rolnictwie, sadownictwie, pszczelarstwie, przy uprawie winorośli, rybołówstwie, niektórzy dojeżdżają do pracy do Tyraspola lub Bender. W miejscowości oraz w sąsiednich miejscowościach Copanca i Cremienciug (obie pozostały po mołdawskiej stronie nieuznawanej granicy) toczyły się walki podczas wojny o Naddniestrze, w pierwszych dniach kwietnia 1992. W 2007 w sąsiedztwie obelisku pamięci operacji jasko-kiszyniowskiej wzniesiono kamień pamiątkowy ku czci poległych w tej wojnie po stronie naddniestrzańskiej. Przy wjeździe do wsi znajduje się prawosławny krzyż przydrożny.

## Demografia
W 2004 we wsi żyło 9 tys. osób, z niewielką przewagą (52%) kobiet. Większość mieszkańców stanowią Rosjanie (53%), kolejnymi grupami etnicznymi są Mołdawianie (34%) i Ukraińcy (10%), poza tym w Chiţcani żyją osoby deklarujące narodość bułgarską, gagauzką lub białoruską.

## Infrastruktura
W miejscowości działają trzy szkoły oraz dziecięca szkoła muzyczna, działa klub piłkarski i zespół tańca, pozostają czynne dwie biblioteki. Oprócz męskiego monasteru działa parafialna cerkiew św. Paisjusza Wieliczkowskiego.